# 全国左官タイル塗装業国民健康保険組合
全国左官タイル塗装業国民健康保険組合（ぜんこくさかんタイルとそうぎょうこくみんけんこうほけんくみあい）とは、左官業、タイル煉瓦業、塗装業に従事する者を組合員とする国民健康保険組合。略称＝「左官国保、タイル国保、塗装国保」。
1970年日雇保険擬制適用の廃止により、同年8月1日沖縄県を除く全国組織として日本左官業組合連合会、日本タイル煉瓦工事工業会、日本塗装工業会が母体組織となり東京都知事の認可を経て設立する。

## 被保険者
- 被保険者数 41,674人（平成26年4月1日現在）

## 労働組合
全国一般労組　南部支部　加入

## 広報紙
- 国保だより
- 国民健康保険のしおり
- 医療費通知

## 功労者　元常務理事　宇津木賢　氏
- 国保21の建設に従事、国民健康保険組合で初とも言えるビル建設
- 長年職員と経営側との問題をユニオン加入解決
- 事務局内に多くのサークルを作り職員の福利厚生に影響を与えた。